# 可得性捷思法
可得性捷思法（英語：Availability Heuristic）或可得性偏差(英語：Availability Bias)，是指人們在討論一个特定的主題、概念、方法或做出決定時，依賴於腦海中直接浮現的例子。其操作基于这样一个信念，如果某件事情能够被當場回忆起来，或者是越容易想到的情境（例如最近才發生，或是很常發生，讓人們印象特別深刻），此時個人會認為此事一定是重要的，發生的機率也越高，或者至少比那些不那么容易被回忆起来的替代解决方案更重要。特别是如果一個人對回憶的內容深信不疑，他們會更依賴所回憶的內容。例如在判斷某對夫妻是否會離婚時，腦中可能會浮現有多少跟他們情況類似的夫妻。如果記憶中這些夫妻離婚占多數，那麼這個人就會認為這對夫妻離婚的可能性很高。